# مخزن حبوب

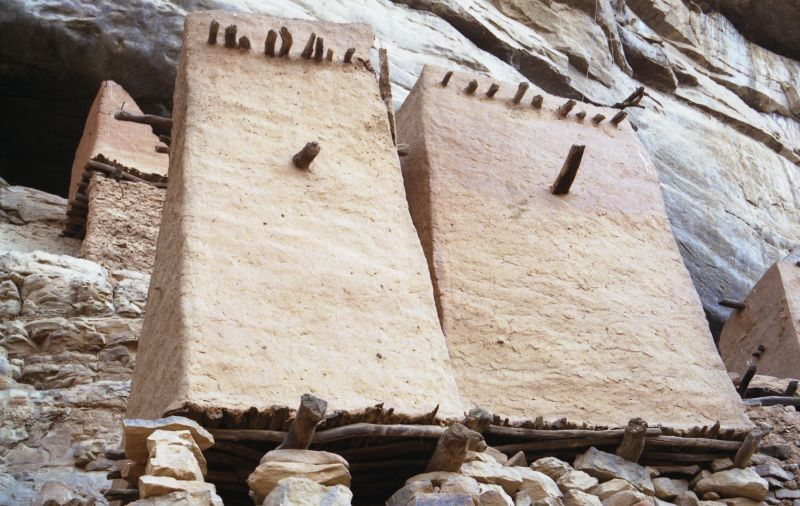
مخزن غلال من ثقافة الدوغون في مالي.

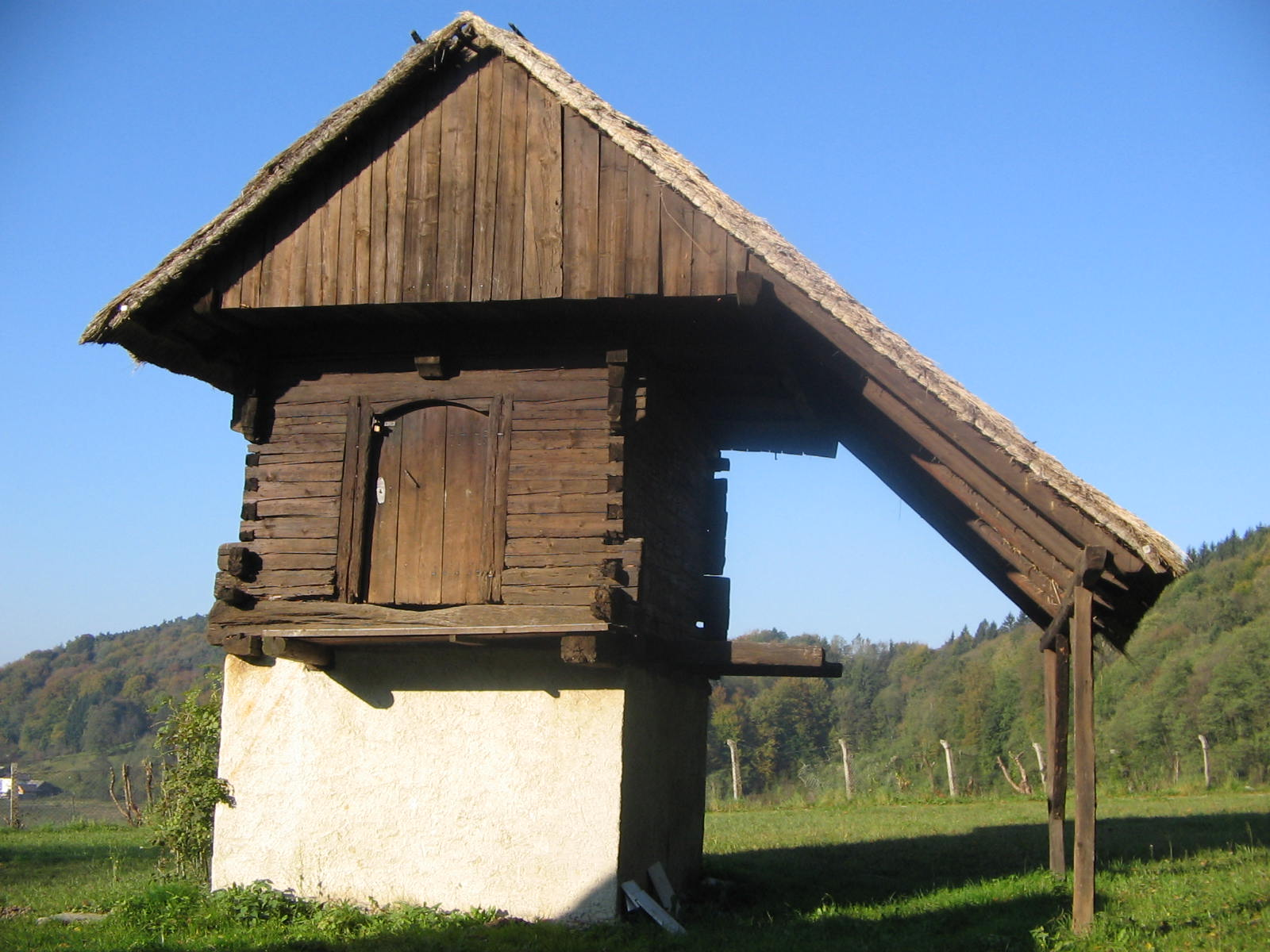
مخزن حبوب بسيط.

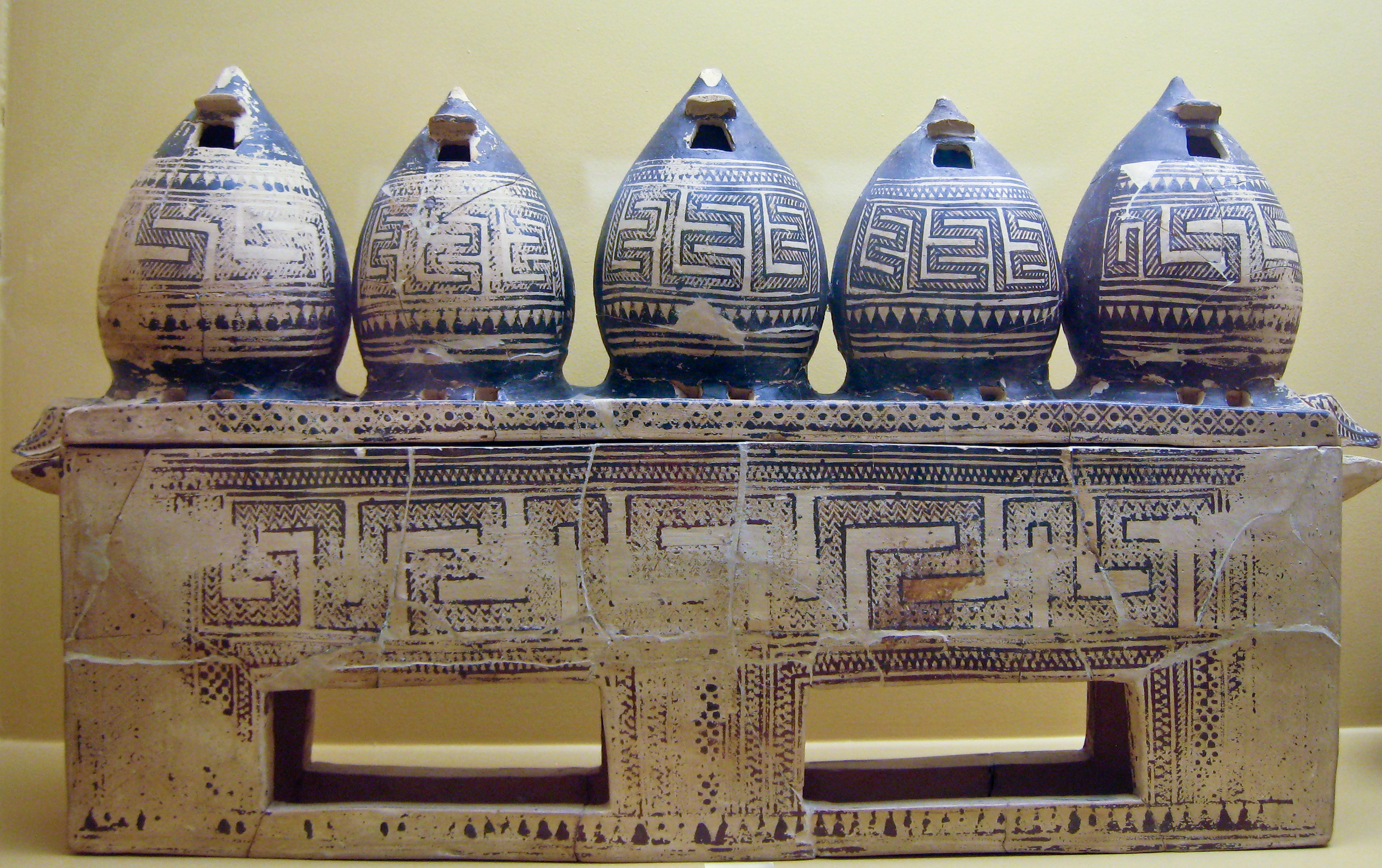
نموذج لفن هندسي من الآثار اليونانية القديمة متمثلاً في صندوق على شكل مخازن حبوب، 850 عامًا قبل الميلاد. وهو معروض في متحف أغورا القديم في أثينا، الذي يقع في رواق أتالوس المعمد.

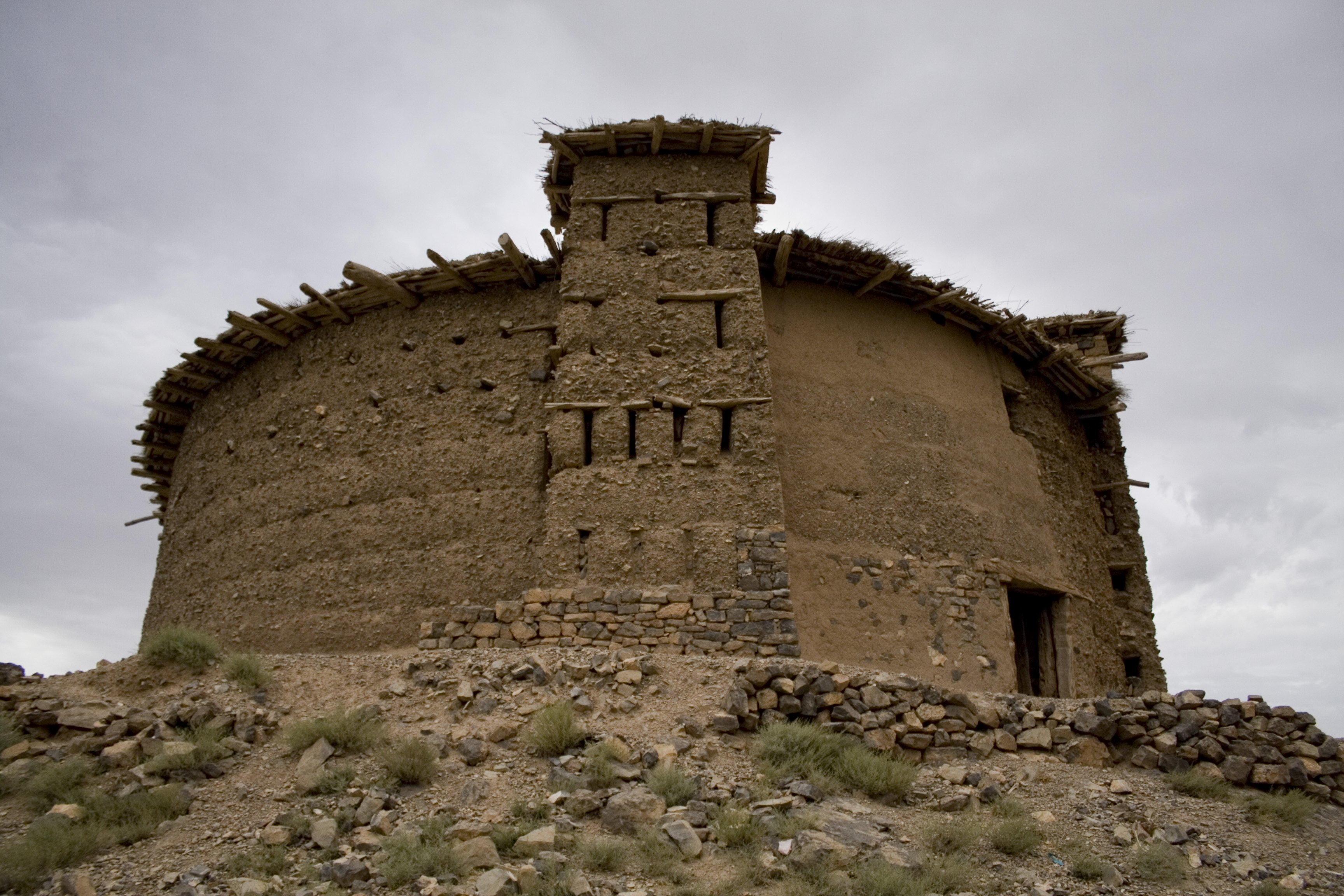
مطمورة تقليدية في ايت بوكماز المغرب.

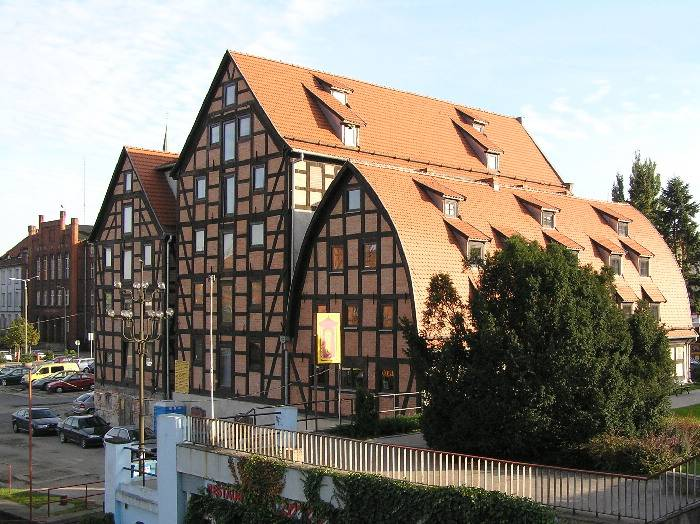
مخزن حبوب أكبر حجمًا في بيدغوشتش، بولاندا والذي يقع على نهر بردا.

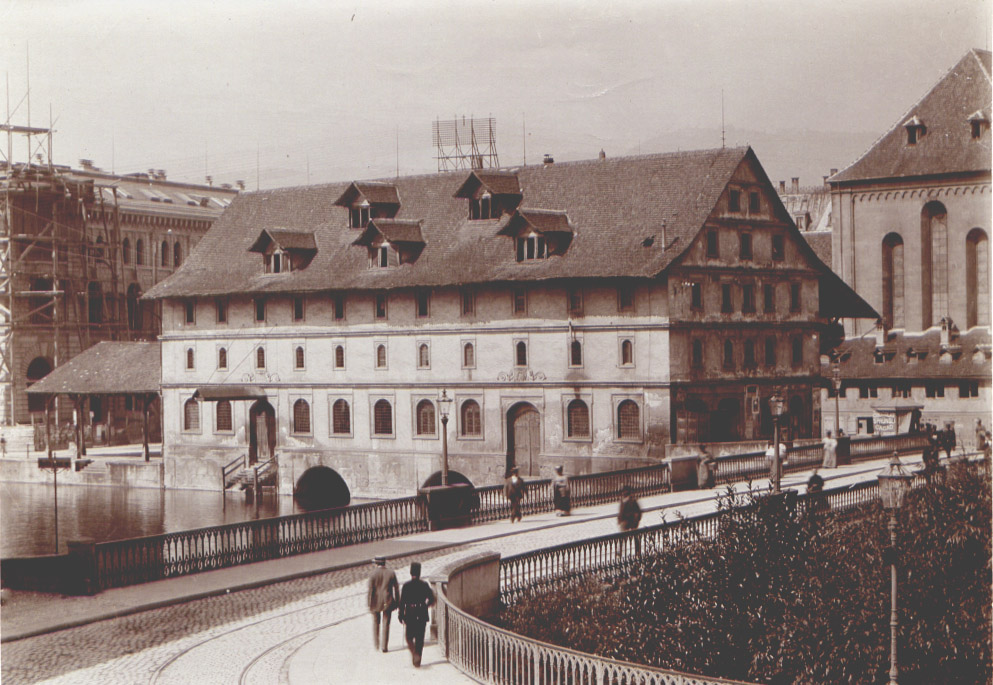
مخزن حبوب سابق في زيورخ، سويسرا (1897)

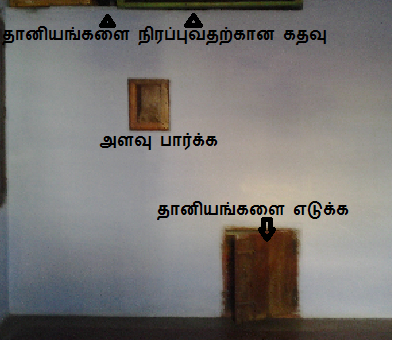
مخزن حبوب في تنكاسي للأغراض المنزلية.

الشُّوْنَة (الجمع: شُوْنَات، شُوَن) (في مصر) أو مخزن الحبوب أو مخزن الغلال أو الهُري (ويسمى إذا ما كان تحت الأرض المطمورة) (بالإنجليزية: Granary)‏. هو مستودع يستخدم لتخزين المحصول والتبن والأعلاف. وفي مخازن القمح القديمة أو البدائية، كان الفخار أكثر طرق التخزين شيوعًا في تلك المباني. ويتم بناء مخازن الحبوب عادةً فوق سطح الأرض للحفاظ على الأغذية المُخزَّنة بعيدًا عن الفئران والحيوانات.

## الأصول القديمة
كانت الحبوب تُخزن منذ قديم الزمان في صورة شحنات ضخمة. ويرجع تاريخ اكتشاف أقدم مخازن الحبوب إلى عام 9500 ق.م، وتوجد تلك المخازن في مستوطنات مرحلة العصر الحجري الحديث ما قبل الفخاري "أ" التي تقع في وادي الأردن. حيث كانت المخازن الأولى تقع في أماكن بين المباني الأخرى. لكن مع بداية 8500 ق.م، تم نقلها داخل المنازل، أما مع حلول 7500 ق.م، تم تخزينها داخل غرف مخصصة لذلك. وكانت مساحة مخازن القمح الأولى 3 × 3 متر من الخارج، ولها طبقات مُعلَّقة من أجل حماية الحبوب من القوارض والحشرات وتوفير دائرة تهوية.
وتأتي بعد ذلك تلك المخازن الموجودة في مهرجره التي تقع في وادي السند منذ عام 6000 ق.م. وقد اعتاد المصريون القدماء تخزين الحبوب في سنوات الرخاء من أجل اللجوء إليها في سنوات الجفاف. ونظرًا لكون مناخ مصر شديد الجفاف، فقد تمكَّن المصريون من تخزين الحبوب في صوامع دون فقد ملحوظ في جودتها. وتُعتبر صومعة الغلال، كما أُطلق عليها، طريقة مُثلى لتخزين الحبوب في كل أراضي الشرق منذ زمنٍ سحيق. ففي تركيا وإيران، اعتاد المرابون شراء القمح أو الشعيرحينما يكون منخفض الثمن نسبيًا، ويقومون بتخزينه في أماكن مغلقة ومخبأة في مواجهة مواسم المجاعة. أما في مالطا، كان يتم تخزين كميات كبيرة نسبيًا من القمح داخل مئات من الصوامع المحفورة في الصخور. وتتسع الصومعة الواحدة لتخزين 60 إلى 80 طنًا، مع أخذ الاحتياطات السليمة، مما يحفظها بحالة جيدة لمدة أربع سنوات أو أكثر.

## شرق آسيا
ظهرت مخازن القمح البسيطة والمُقامة على أربع ركائز أو أكثر في حضارة يانغشو في الصين، وبعد بدء الزراعة المكثفة في شبه جزيرة كوريا خلال فترة الفخار مومون (عام 1000 ق.م)، وكذلك في الأرخبيل الياباني خلال فترة جومون/ فترة يايويالقديمة (عام 800 ق.م). وفي التراث الأثري لشمال شرق آسيا، تجتمع هذه الخواص مع تلك التي تُعد أيضًا بيوتًا وتسمى «أبنية مرفوعة الطوابق».

## حديثًا
مع نهاية القرن التاسع عشر، بدأت المخازن المُصممة خصيصًا لحفظ الحبوب في الانتشار في بريطانيا العظمى، ولكن أمريكا الشمالية هي التي تُعد بيت المخازن الكبرى، ويُطلق عليها هناك روافع الحبوب.وهناك عقبات مناخية على نطاقٍ واسعٍ أمام تخزين الحبوب في بريطانيا العظمى، ولكن تم التغلب على تلك المصاعب بصورةٍ كبيرةٍ. فلكي يتم حفظ الحبوب بحالةٍ جيدة، يجب إبعادها بقدر الإمكان عن الرطوبة والحرارة. حيث تميل الحبوب الجديدة إلى إطلاق رطوبة عند إحضارها إلى المخزن. وفي هذه الحالة، تكون البكتيريا أكثر نشاطًا، ويمكنها تسخين الحبوب. وإذا استمر تسخين الحبوب، فستتأثر جودتها. إذًا، فالعلاج الفعال هو وضع الحبوب على الأرض في صورة طبقات غير سميكة، والإبقاء على هذا الوضع لكي يتم تهويتها جيدًا. ومن ثم، يمكن تهيئة الحبوب لتخزينها في الصوامع.
في بريطانيا العظمى، كانت مخازن القمح الصغيرة تُبنى على جذوع على شكلعيش الغراب تُسمى بالركائز الحجرية. وكانت تُبنى على أساس إطار خشبي، وعادةً يكون لها أسطح حجرية. وتشبه الكبيرة منها السقف المفتوح من الأمام، ولكن الجزء الأعلى مغلق. وعادةً يمكن الوصول إلى الطابق الأول عن طريق سلم حجري على الجدار الخارجي.

## هوامش